# Camicia Nera (cacciatorpediniere)
Il Camicia Nera è stato un cacciatorpediniere della Regia Marina, appartenente alla I serie della Classe Soldati. La nave prese parte alla seconda guerra mondiale, al termine della quale passò alla Marina sovietica col nome di Lovkij.

## Propulsione
L'apparato motore, molto potente, era costituito da due gruppi turboriduttori tipo Belluzzo/Parsons, alimentati da tre caldaie a tubi d'acqua tipo Yarrow, e scaricava la propria potenza su due eliche; sviluppava una potenza di 49000 cavalli e consentiva alla nave di raggiungere la velocità molto elevata di quasi 39 nodi, ma, per contro, non aveva un'elevata autonomia.

## Armamento
L'armamento principale era costituito da quattro cannoni Ansaldo da 120/50 mm, in due torrette binate, che, a partire dagli anni trenta, hanno equipaggiato tutte le classi di cacciatorpediniere costruiti per la Regia Marina.
L'armamento antiaereo era costituito da otto mitragliere da 20/65 mm Mod. 1935, in quattro impianti binati, ed era inoltre presente un obice illuminante.
L'armamento antisommergibile era costituito da sei tubi lanciasiluri da 533 mm in due impianti tripli, da due lanciabombe laterali, bombe di profondità e mine.

## Storia

### I primi anni e la seconda guerra mondiale
Immediatamente dopo l'entrata in servizio, la nave prese parte a due missioni nel corso della guerra civile spagnola e, nel settembre 1938 accompagnò Mussolini a Trieste, in occasione di una sua famosa visita alla città giuliana.
Nel maggio 1939, partecipò alla parata navale di Napoli in occasione della visita del Principe Paolo Karađorđević, Reggente del Regno di Jugoslavia.
All'inizio della seconda guerra mondiale faceva parte della XI Squadriglia Cacciatorpediniere, che formava insieme ai gemelli Artigliere, Geniere ed Aviere.
L'11 giugno 1940 fu inviato in perlustrazione nel Canale di Sicilia insieme al resto della XI Squadriglia, alla XII Squadriglia Cacciatorpediniere (Ascari, Lanciere, Carabiniere, Corazziere), alla III Divisione (incrociatori pesanti Trento, Pola, Bolzano) ed alla VII (incrociatori leggeri Attendolo e D’Aosta).
Il 19 giugno salpò da Augusta insieme alle altre tre navi della XI Squadriglia per trasportare rifornimenti a Bengasi, ove arrivò l'indomani.

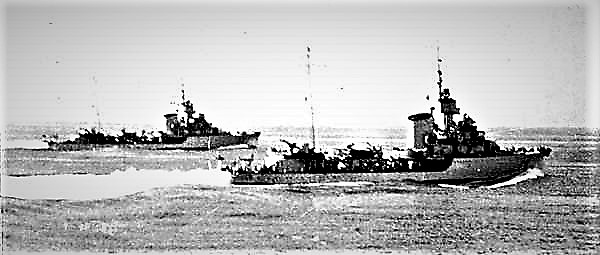
Camicia Nera e Artigliere durante lo scontro di Punta Stilo

Il 7 luglio, alle 15.45, lasciò Messina insieme alle unità sezionarie ed alla III Divisione (Trento e Bolzano), congiungendosi poi con il resto della II Squadra Navale (incrociatore pesante Pola, Divisioni incrociatori I, II e VII per un totale di 9 unità e squadriglie cacciatorpediniere IX, X, XII e XIII) che, dopo aver funto da forza di appoggio ad un'operazione di convogliamento per la Libia, si unì alla I Squadra e partecipò alla battaglia di Punta Stilo del 9 luglio: durante il ripiegamento della flotta italiana in tale scontro, la XI Squadriglia avvistò ed attaccò le navi britanniche alle 16.15; in particolare, il Camicia Nera, alle 16.20, uscito dalla cortina fumogena stesa dal capoclasse Artigliere, si portò a 10.800 metri dalle unità nemiche e lanciò infruttuosamente i siluri insieme alle altre tre unità (che lanciarono in tutto 10 armi, 7 contro una corazzata e 3 contro un incrociatore).
Il mattino del 6 ottobre lasciò Messina con i tre gemelli insieme alla III Divisione (Trento, Trieste, Bolzano) in appoggio, con altre unità, all'operazione «CV» che vedeva 2 mercantili e 4 cacciatorpediniere in rotta per la Libia; tutte le navi tornarono comunque in porto in seguito all'avvistamento di navi da battaglia inglesi.
Nella notte tra l'11 ed il 12 ottobre 1940 fu inviato a pattugliare – al comando del capitano di fregata Giovanni Oliva –, insieme alle tre unità della XI Squadriglia ed alle torpediniere della I Squadriglia (Alcione, Airone, Ariel) l'area ad est di Malta, alla ricerca di navi britanniche che avrebbero dovuto trovarsi in quella zona. Nelle prime ore della notte del 12 ottobre le tre torpediniere della I Squadriglia attaccarono l'incrociatore leggero HMS Ajax, che faceva parte di un più ampio schieramento navale britannico che stava tornando ad Alessandria dopo aver scortato un convoglio per Malta: ne derivò un violento e confuso scontro in seguito al quale vennero affondate l’Airone e l’Ariel, mentre l’Ajax ebbe danni non gravi. Prima di attaccare, all'1.37, le torpediniere avevano lanciato un segnale di scoperta, che fu ricevuto in tempi diversi dai cacciatorpediniere della XI Squadriglia: il Camicia Nera, dopo averlo ricevuto, virò verso nord e, avvistato l'incrociatore britannico alle 2.47, si portò all'attacco sparando due salve con i cannoni e quindi ripiegando per evitare di essere colpito (erano infatti già stati seriamente danneggiati l’Aviere e l’Artigliere). Verso le quattro del mattino il Camicia Nera prese a rimorchio l’Artigliere, immobilizzato ed in fiamme, ma alle 8.10 le due unità furono attaccate da aerei, mentre all'orizzonte vennero avvistati due incrociatori e tre cacciatorpediniere britannici: il Camicia Nera dovette lasciare i cavi e diresse a tutta velocità per Augusta; mentre l’Artigliere veniva affondato dal tiro dell'incrociatore HMS York, il Camicia Nera, copertosi la ritirata mediante una cortina fumogena, riuscì ad eludere la caccia aeronavale procedendo a tutta velocità verso il porto siciliano, dove giunse indenne verso mezzogiorno.
Nel 1941 il pezzo illuminante fu sostituito con un quinto cannone da 120 mm.
L'8 febbraio 1941 salpò da Napoli e si aggregò ad una formazione salpata da La Spezia e formata dalle altre unità delle Squadriglie XIII (Granatiere, Bersagliere, Fuciliere, Alpino) e X (Maestrale, Grecale, Libeccio, Scirocco) ed alle corazzate Vittorio Veneto, Cesare e Doria per intercettare la formazione britannica diretta a Genova per bombardare tale città; l'indomani la squadra italiana si congiunse alla III Divisione incrociatori (Trento, Trieste, Bolzano) che con i cacciatorpediniere Carabiniere e Corazziere era partita da Messina, ma non riuscì né ad impedire il bombardamento, né ad individuare le navi inglesi.
Il 24 febbraio 1941 scortò da Napoli a Tripoli, insieme ai cacciatorpediniere Baleno, Geniere e Saetta ed alle torpediniere Aldebaran ed Orione, i trasporti truppe Marco Polo, Conte Rosso, Esperia e Victoria. Come scorta indiretta si aggiungevano gli incrociatori leggeri Diaz e Bande Nere ed i cacciatorpediniere Ascari e Corazziere: l'indomani il sommergibile britannico Upright silurò il Diaz, che s'inabissò in posizione 34°33' N e 11°45' E, trascinando con sé la maggior parte del proprio equipaggio.
Dal 12 al 13 marzo scortò da Napoli a Tripoli, insieme ai cacciatorpediniere Folgore (che però, provenendo da Palermo, si aggiunse solo in un secondo tempo) e Geniere, un convoglio composto dai trasporti truppe Conte Rosso, Marco Polo e Victoria.
Il 14 aprile lasciò Napoli per scortare a Tripoli, insieme ai cacciatorpediniere Grecale, Geniere ed Aviere ed alla torpediniera Pleiadi, i piroscafi Alicante, Santa Fe, Maritza e Procida; dopo una sosta a Palermo durata dal 17 alle otto del 18 aprile per evitare l'attacco da parte di navi inglesi, il convoglio proseguì per il porto libico ove giunse il 20.
L'11 maggio scortò un convoglio composto dai mercantili Preussen, Wachtfels, Ernesto, Tembien, Giulia e Col di Lana insieme ai cacciatorpediniere Dardo, Geniere, Grecale, Scirocco ed Aviere: partite da Napoli, le navi arrivarono a Tripoli il 14.
Il 3 giugno fece parte della scorta del convoglio «Aquitania»: lo formavano i mercantili Aquitania, Caffaro, Nirvo, Montello, Beatrice Costa e la nave cisterna Pozarica, in rotta Napoli-Tripoli con la scorta, oltre che dell’Aviere, dei cacciatorpediniere Dardo, Geniere ed Aviere e della torpediniera Missori; il 4 giugno, mentre le navi si trovavano ad una ventina di miglia dalle isole Kerkenna, furono attaccate da aerei che colpirono il Montello, che esplose senza lasciare superstiti, e la Beatrice Costa, che, avendo benzina in fusti come parte del carico, s'incendiò; il Camicia Nera cercò di salvarla ma, visti inutili i tentativi, la fece abbandonare dall'equipaggio e ne accelerò l'affondamento.
Il 4 agosto salpò da Napoli, di scorta ad un convoglio composto dai piroscafi Nita, Aquitania, Ernesto, Nirvo e Castelverde (il resto della scorta era costituito dai cacciatorpediniere Gioberti, Geniere, Oriani e Aviere e dalla torpediniera Calliope), cui poi si aggiunse la motocisterna Pozarica; il 6 agosto il Nita, fu colpito da aerei dell'830° Squadron britannico; il Camicia Nera e la Calliope cercarono di salvarlo, ma il trasporto affondò infine nel punto 35°15' N e 12°17' E: il Camicia Nera non poté che recuperarne i naufraghi (le altre navi del convoglio giunsero a destinazione l'indomani).
Tra il 29 agosto ed il 2 settembre scortò (insieme ai cacciatorpediniere Gioberti, da Noli, Aviere, Usodimare e Pessagno) un convoglio composto dai trasporti truppe Victoria, Neptunia ed Oceania dapprima da Napoli a Tripoli e poi in rientro da Tripoli a Taranto; le navi giunsero indenni a destinazione, nonostante un attacco da parte del sommergibile britannico Upholder.
Il 23 settembre scortò, insieme all’Aviere, i cacciatorpediniere Lanciere, Carabiniere, Ascari e Corazziere intenti nella posa di un campo minato a sudest di Malta.
Nella notte del 12-13 ottobre avrebbe dovuto effettuare a sua volta la posa di un campo minato, insieme ai cacciatorpediniere Vivaldi, Malocello, Pigafetta, da Verrazzano ed Aviere ed agli incrociatori leggeri Eugenio di Savoia, Montecuccoli e Duca d'Aosta, ma l'operazione fu annullata in seguito all'uscita in mare della Mediterranean Fleet.
Alle 8.10 del 21 novembre lasciò Napoli insieme ad Aviere, Geniere, Corazziere e Carabiniere ed agli incrociatori Garibaldi e Duca degli Abruzzi per fungere da scorta indiretta a due convogli per la Libia. L'operazione fallì in seguito ad attacchi aerei e subacquei (che danneggiarono gravemente il Duca degli Abruzzi e l'incrociatore pesante Trieste) ed il Camicia Nera fu distaccato per scortare durante il rientro a Taranto la nave cisterna Iridio Mantovani.
Il 13 dicembre, alle 19.40, salpò da Taranto insieme alla corazzata Doria, agli incrociatori Attendolo e Duca d'Aosta ed ai cacciatorpediniere Ascari ed Aviere per fornire scorta indiretta all'operazione «M 41» (tre convogli per la Libia composti da 6 mercantili, 5 cacciatorpediniere ed una torpediniera), che però fu funestata dagli attacchi sottomarini, che affondarono due trasporti (il Fabio Filzi ed il Carlo del Greco) e danneggiarono seriamente la corazzata Vittorio Veneto; il Camicia Nera fu distaccato per scortare la Vittorio Veneto in rientro a Taranto, insieme ai cacciatorpediniere Vivaldi, Da Noli, Geniere, Carabiniere ed Aviere ed alle torpediniere Lince ed Aretusa.
Il 16 dicembre fornì copertura ravvicinata – insieme a Ascari e Aviere, alla corazzata Duilio e agli incrociatori Duca d'Aosta, Attendolo e Montecuccoli – a un'operazione di convogliamento per la Libia, la «M 42» (che vide l'impiego in tutto di 4 trasporti con a bordo 14.770 t di rifornimenti e 212 militari, 7 cacciatorpediniere e una torpediniera), conclusa con successo.
Alle 18.50 del 3 gennaio 1942 salpò da Taranto unitamente ai cacciatorpediniere Carabiniere, Alpino, Ascari, Pigafetta, Geniere, da Noli ed Aviere, agli incrociatori pesanti Trento e Gorizia ed alle corazzate Littorio, Cesare e Doria per fornire scorta indiretta all'operazione «M 43» (tre convogli per la Libia con in mare complessivamente 6 mercantili, 6 cacciatorpediniere e 5 torpediniere): tutti i mercantili giunsero a destinazione il 5 gennaio ed alle 17 di quel giorno il gruppo «Littorio», Camicia Nera compreso, rientrò a Taranto.
Il 22 gennaio fece parte – insieme ai cacciatorpediniere Vivaldi, Malocello, Da Noli, Geniere ed Aviere ed alle torpediniere Orsa e Castore – della scorta diretta aell'operazione «T. 18» (un convoglio formato dal trasporto truppe Victoria – partito da Taranto – e dai cargo Ravello, Monviso, Monginevro e Vettor Pisani – salpati da Messina –, con a bordo in tutto 15.000 tonnellate di materiali, 97 carri armati, 271 automezzi e 1467 uomini); il 23, durante la navigazione, la Victoria fu immobilizzata da un attacco di 3 aerosiluranti; Aviere e Camicia Nera si fermarono per assisterla, ma un secondo attacco portato da 4 velivoli impartì il colpo di grazia alla motonave ed al Camicia Nera non rimase che partecipare alle operazioni di recupero dei naufraghi (furono salvati 1064 del 1455 uomini a bordo).
Alle 16 del 21 febbraio partì da Taranto con i cacciatorpediniere Ascari, Geniere ed Aviere e la corazzata Duilio e fornì scorta indiretta all'operazione «K 7» (due convogli con 5 cargo, una nave cisterna, 10 cacciatorpediniere e 2 torpediniere tutti diretti a Tripoli).
Prese parte alla Battaglia di mezzo giugno (12-16 giugno 1942) scortando la forza navale diretta ad intercettare il convoglio britannico «Vigorous» (che non fu raggiunto ma dovette comunque rinunciare a raggiungere la destinazione, Malta); durante tale scontro partecipò alle operazioni di soccorso dell'incrociatore pesante Trento, immobilizzato da un aerosilurante e finito dal sommergibile HMS Umbra.
Partecipò anche alla Battaglia di mezzo agosto (11-13 agosto 1942).
Nel 1942 imbarcò due mitragliere da 20/65 mm e, più tardi, un ecogoniometro.
Il 4 ottobre si aggregò, insieme ai cacciatorpediniere Saetta e Pigafetta, alla scorta (della quale facevano già parte i cacciatorpediniere Folgore e Zeno e la torpediniera Antares) della motonave Sestriere, partita da Brindisi e diretta a Bengasi con un importante carico (3030 t di combustibili, 70 di munizioni, 28 carri armati, 144 veicoli, 1060 t di altri materiali). Nella mattinata del 6 ottobre il Camicia Nera e lo Zeno diressero per Navarino lasciando il convoglio che tuttavia, nonostante continui attacchi di bombardieri statunitensi, giunse in porto indenne alle 11.30 del 7 ottobre.
Il 17 ottobre di quell'anno l'unità salpò da Corfù di scorta, insieme ad Aviere e Geniere, alla motonave Ankara; il convoglio si congiunse con quello formato dalla motonave Monginevro scortata dalle torpediniere Orsa ed Aretusa (provenienti da Brindisi), venendo poi rinforzato dal cacciatorpediniere Alpino, e si divise nuovamente verso la fine della navigazione: mentre le altre navi dirigevano per Tobruch, Aviere, Monginevro, Geniere e Camicia Nera raggiunsero Bengasi.
In novembre scortò a Suda e Bengasi la moderna motonave Foscolo.
Alla mezzanotte del 2 dicembre salpò da Palermo al comando del capitano di fregata Adriano Foscari per scortare a Palermo, insieme ai cacciatorpediniere Da Recco e Folgore ed alle torpediniere Procione e Clio, il convoglio «H» (trasporti truppe Aventino e Puccini, trasporto militare tedesco KT 1, traghetto Aspromonte, con a bordo in tutto 1766 militari, 698 t di materiali, soprattutto munizioni, 32 automezzi, 4 carri armati, 12 pezzi d’artiglieria). Mediante l'organizzazione Ultra la Royal Navy venne a sapere del convoglio e inviò contro di esso la Forza Q (incrociatori leggeri HMS Aurora, HMS Sirius e HMS Argonaut, cacciatorpediniere HMS Quentin e HMAS Quiberon). Alle 00.37 le navi britanniche intercettarono il convoglio «H» e lo attaccarono presso il banco di Skerki (costa tunisina): nel violento scontro, che si protrasse per un'ora, furono affondati tutti i trasporti (tranne il Puccini, irrimediabilmente danneggiato ed abbandonato alla deriva) ed il Folgore e gravemente danneggiati da Recco e Procione. Il Camicia Nera, che si proteggeva il lato destro, all'ordine di contrattacco lanciato dal caposcorta (capitano di vascello Aldo Cocchia del da Recco) lo eseguì prontamente: aprì il fuoco con i pezzi da 120 mm, si portò a 2000 metri dalle unità britanniche e, alle 00.43, lanciò tre siluri verso sinistra, mancando il bersaglio in quanto questo stava virando a dritta; la nave invertì quindi la rotta ma, presa sotto il tiro della Forza Q, tornò verso di essa lanciando altri tre siluri, anch'essi non andati a segno, prima di allontanarsi. All'1.07, mentre cercava di portarsi nuovamente all'attacco, il Camicia Nera fu inquadrato da numerosi colpi che caddero tutt'attorno alla nave, e, dopo un altro tentativo di avanzare, contrastato dal tiro dell'artiglieria inglese, dovette ripiegare per non essere distrutto all'1.14. Terminato lo scontro il Camicia Nera provvide per primo, insieme alla Clio, ai soccorsi – recuperando 158 naufraghi – e, nel pomeriggio del 2 dicembre, affondò a cannonate la Puccini, che, immobilizzata ed in fiamme, non poteva essere salvata; rientrò quindi a Trapani alle 22 dello stesso giorno. Per la sua accanita difesa del convoglio il comandante Foscari ricevette la Medaglia d'oro al valor militare.
Il 16 dicembre 1942 salpò da Napoli per scortare a Biserta, insieme al gemello Aviere, la motonave tedesca Ankara. Alle 11.15 del 17 dicembre, una quarantina di miglia a nord di Biserta, il sommergibile britannico Splendid silurò l’Aviere, che esplose ed affondò spezzato in due in posizione 38°00' N e 10°05' E. Nessuno dei superstiti fu raccolto dal Camicia Nera o dall’Ankara, che si allontanarono a tutta velocità (dell'equipaggio dell'Aviere sopravvissero alla fine solo 30 uomini su un equipaggio di 230).

### Artigliere
Il 30 luglio 1943, in seguito alla caduta del fascismo, venne ribattezzato Artigliere in onore del gemello affondato nello scontro di Capo Passero.
Alla proclamazione dell'armistizio, la nave salpò da La Spezia con il resto della squadra navale (corazzate Italia, Vittorio Veneto e Roma, incrociatori leggeri Giuseppe Garibaldi, Attilio Regolo, Duca degli Abruzzi, Eugenio di Savoia, Duca d’Aosta, Montecuccoli, cacciatorpediniere Velite, Fuciliere, Mitragliere, Carabiniere, Legionario, Grecale, Oriani) consegnandosi agli Alleati a Malta, dove giunse l'11 settembre, ormeggiandosi a Marsa Scirocco. Il 12 settembre si rifornì di carburante alla Valletta ed il 14 settembre lasciò l'isola, insieme a parte della squadra (Italia, Vittorio Veneto, Eugenio di Savoia, Duca d'Aosta, Montecuccoli, Cadorna, Da Recco, Velite, Grecale) e si trasferì ad Alessandria d'Egitto, ove giunse il 16.
Dal giugno 1940 al settembre 1943 il Camicia Nera aveva svolto 180 missioni. Durante la cobelligeranza con gli alleati effettuò altre 122 missioni, anche di trasporto truppe e materiali.

### Comandanti
- Capitano di fregata Paolo Mengarini (nato a Roma il 1º marzo 1899): 1939-1940
- Capitano di fregata Giovanni Oliva (nato a Biella il 14 settembre 1899): 10 giugno 1940 - aprile 1941
- Capitano di fregata Silvio Garino (nato a Cairo Montenotte il 14 luglio 1901): aprile 1941 - 6 gennaio 1942
- Capitano di fregata Adriano Foscari (nato a Venezia il 10 giugno 1904): 7 gennaio 1942 - 21 febbraio 1943
- Capitano di fregata Mario Tabucchi (nato a Pisa il 1º novembre 1902): 22 febbraio - dicembre 1943

### La cessione all'Unione Sovietica
Al termine del conflitto, in base alle clausole del trattato di pace la nave nel 1949 venne ceduta, in conto riparazione danni di guerra, all'Unione Sovietica.
La consegna delle navi ai sovietici sarebbe dovuto avvenire in tre fasi a partire da dicembre 1948 per concludersi nel giugno successivo. Le unità principali erano quelle del primo e del secondo gruppo. L'Artigliere faceva parte del primo gruppo insieme alla corazzata Cesare. Per tutte le navi la consegna sarebbe avvenuta nel porto di Odessa. Il trasferimento sarebbe dovuto avvenire con equipaggi civili italiani sotto il controllo di rappresentanti sovietici e con le navi battenti bandiera della Marina Mercantile, con le autorità governative italiane responsabili delle navi sino all'arrivo nei porti dove era prevista la consegna. Per prevenire possibili sabotaggi, le navi dei primi due gruppi sarebbero state condotte ai porti di destinazioni senza munizioni a bordo, che sarebbero state trasportate successivamente a destinazione con normali navi da carico.
L'Artigliere venne trasferito ad Augusta dove il 15 dicembre 1948 insieme alle unità facenti parte del primo gruppo. La nave fu la prima unità ad essere consegnata ai sovietici e con la sigla Z 12 raggiunse Odessa il 21 gennaio con un equipaggio della marina mercantile, entrando a far parte della Marina Sovietica dal 23 gennaio, quando la bandiera della Marina Sovietica venne per la prima volta innalzata a bordo dell'unità.
La nave mutò più volte il nome assegnato. Inizialmente rinominata Neulovimyi e poi Bezposhtchadnyi, ebbe il nome definitivo di Lovkij (in russo: Ловкий) dopo la consegna.
La nave, al cui comando venne designato il capitano di 2° rango Ivan Mirošničenko, venne inquadrata nella Flotta del Mar Nero .
Il 30 dicembre 1954, la nave venne privata del suo armamento e classificata nave bersaglio con la denominazione CL 61.
Nell'ottobre 1955 la nave venne convertita in unità per le telecomunicazioni e per il controllo aereo e denominata KWN-II; dal marzo 1958 venne utilizzata come nave di addestramento statico ed assegnata alla 78ª Brigata di addestramento, per essere poi radiata nel febbraio 1960.
Fu poi demolita.